# Feuerwiesel
Das Feuerwiesel, auch Kolonok oder Kolinsky, Sibirisches Wiesel (Mustela sibirica) oder Sibirischer Nerz genannt, ist eine Raubtierart aus der Familie der Marder (Mustelidae).

## Merkmale
Feuerwiesel erreichen eine Kopfrumpflänge von 25 bis 39 Zentimeter, eine Schwanzlänge von 13 bis 21 Zentimeter und ein Gewicht von 360 bis 820 Gramm, wobei Männchen deutlich größer und schwerer werden als Weibchen. Ihr Fell ist im Winter rötlichgelb gefärbt, sehr lang und dicht, der Sommerpelz ist dunkler, meist bräunlich und dünner. Ihr Körper ist langgestreckt, die Gliedmaßen und der Schwanz sind relativ kurz.

## Verbreitung und Lebensraum

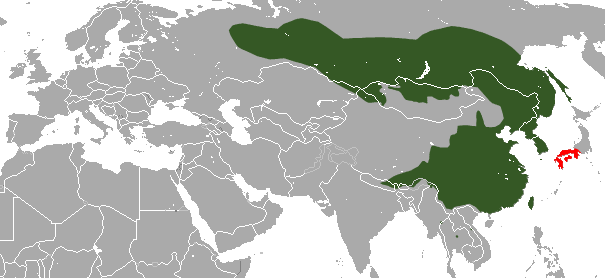
Verbreitungsgebiet des Feuerwiesels, in rot hervorgehoben sind eingeführte Populationen

Das Feuerwiesel ist in weiten Teilen Nord- und Ost-Asiens beheimatet, sein Verbreitungsgebiet erstreckt sich vom Ural in Russland bis zum Ochotskischen Meer und südwärts bis Tibet und das nördliche Thailand. Es kommt auch in Japan und auf Taiwan vor, auf Sachalin wurde es eingeführt. Sein Lebensraum sind vorrangig Wälder, meist in der Nähe von Gewässern. Als Kulturfolger ist es manchmal in Siedlungen und Städten zu sehen.

## Lebensweise
Feuerwiesel leben einzelgängerisch und sind dämmerungs- oder nachtaktiv. Als Ruheplätze dienen ihnen hohle Baumstämme, Felsspalten, das Wurzelwerk von Bäumen oder Baue anderer Tiere, manchmal auch Gebäude. Sie kleiden ihr Nest mit Haaren, Federn oder Pflanzen aus. Am Abend oder in der Nacht begeben sie sich auf Nahrungssuche, wobei ihnen ihr guter Geruchs- und Gehörsinn hilft. Sie legen bis zu 8 Kilometer in einer Nacht zurück und können sehr gut klettern und schwimmen. In Zeiten des Nahrungsmangels unternehmen sie ausgeprägte Massenwanderungen.

## Nahrung
Feuerwiesel sind geschickte Jäger, die sich vorwiegend von kleinen Säugetieren wie Nagetieren, Spitzmäusen oder Pfeifhasen ernähren. Vögel und deren Eier, Frösche, Fische und Insekten ergänzen den Speiseplan.

## Fortpflanzung
Die Paarungszeit liegt im Spätwinter oder Frühling. Mehrere Männchen folgen einem Weibchen und kämpfen oft miteinander um das Paarungsvorrecht. Nach einer rund 30-tägigen Tragzeit kommen zwischen April und Juni zwei bis zwölf (durchschnittlich fünf) Jungtiere zur Welt. Diese öffnen mit einem Monat die Augen und werden nach zwei Monaten entwöhnt. Ungefähr im August verlassen sie ihre Mutter. Die Jungtiere bleiben aber oft noch während des Herbsts beisammen. In freier Wildbahn beträgt die durchschnittliche Lebenserwartung rund zwei Jahre und das Höchstalter fünf bis sechs Jahre, Tiere in Gefangenschaft können acht Jahre alt werden.

## Feuerwiesel und Menschen
Die Bezeichnung Kolinsky (russisch Kolonok) setzt sich zusammen aus Kola (russ. Halbinsel) und -insky (die Zugehörigkeit ausdrückendes Suffix).
Feuerwiesel reißen manchmal Geflügel, allgemein werden sie jedoch mit Wohlwollen betrachtet, da sie viele als Schädlinge angesehene Nagetiere verzehren. Aus diesem Grund sind sie auf einigen Inseln eingeführt worden. Sie werden teilweise ihres Felles gejagt (siehe dazu Kolinskyfell), insgesamt sind sie aber weitverbreitet.
Auf der Roten Liste gefährdeten Arten der Weltnaturschutzunion IUCN werden Kolinsky als nicht gefährdete Arten geführt (Least Concern). Das Washingtoner Artenschutzübereinkommen CITES übernahm diese Art auf Antrag Indiens in Appendix III der Übereinkunft. Sie wird damit als eine in Indien mit besonderen Handelsbestimmungen versehene Art bezeichnet. Die Europäische Union beurteilt sie in der EU-Artenschutzverordnung (EG) Nr. 338/97 bzw. in der Änderung durch EG-Verordnung 407/2009 Anhang D als Art, deren Einfuhrmenge in die Europäische Union eine Handelsüberwachung rechtfertigt.

## Pinsel
Die Haare vom Schweif des Feuerwiesels werden zur Herstellung hochwertiger Pinsel benutzt. Aus einem Schweif können nur 1,5 Gramm Haare gewonnen werden, das reicht für drei Pinsel der Stärke acht. Weil so wenig Schweife in den Handel kommen, kostete im Jahr 2012 ein Kilogramm dieser Haare bis zu 12.000 Euro.

## Systematik
Feuerwiesel werden innerhalb der Gattung Mustela in die Untergattung Lutreola eingerechnet, sie sind damit näher mit dem Europäischen Nerz als mit den in Europa lebenden Wieseln verwandt. Das Japan-Wiesel wurde zeitweise als Unterart des Feuerwiesels klassifiziert, gilt jedoch nun als eigenständige Art.